# 布拉捷齊河
布拉捷齊河（烏克蘭語：Булатець），是烏克蘭的河流，位於該國東北部，屬於蘇拉河的支流，發源自上布拉捷齊以北，流經波爾塔瓦州，河道全長17公里，流域面積61.5平方公里。